# 아지즈 베히치
아지즈 베히치(1990년 12월 16일 ~ )는 오스트레일리아의 축구 선수이다. 포지션은 수비수이다. 현재 사우디 프로페셔널리그의 알나스르에 소속되어있다.